# Con ki

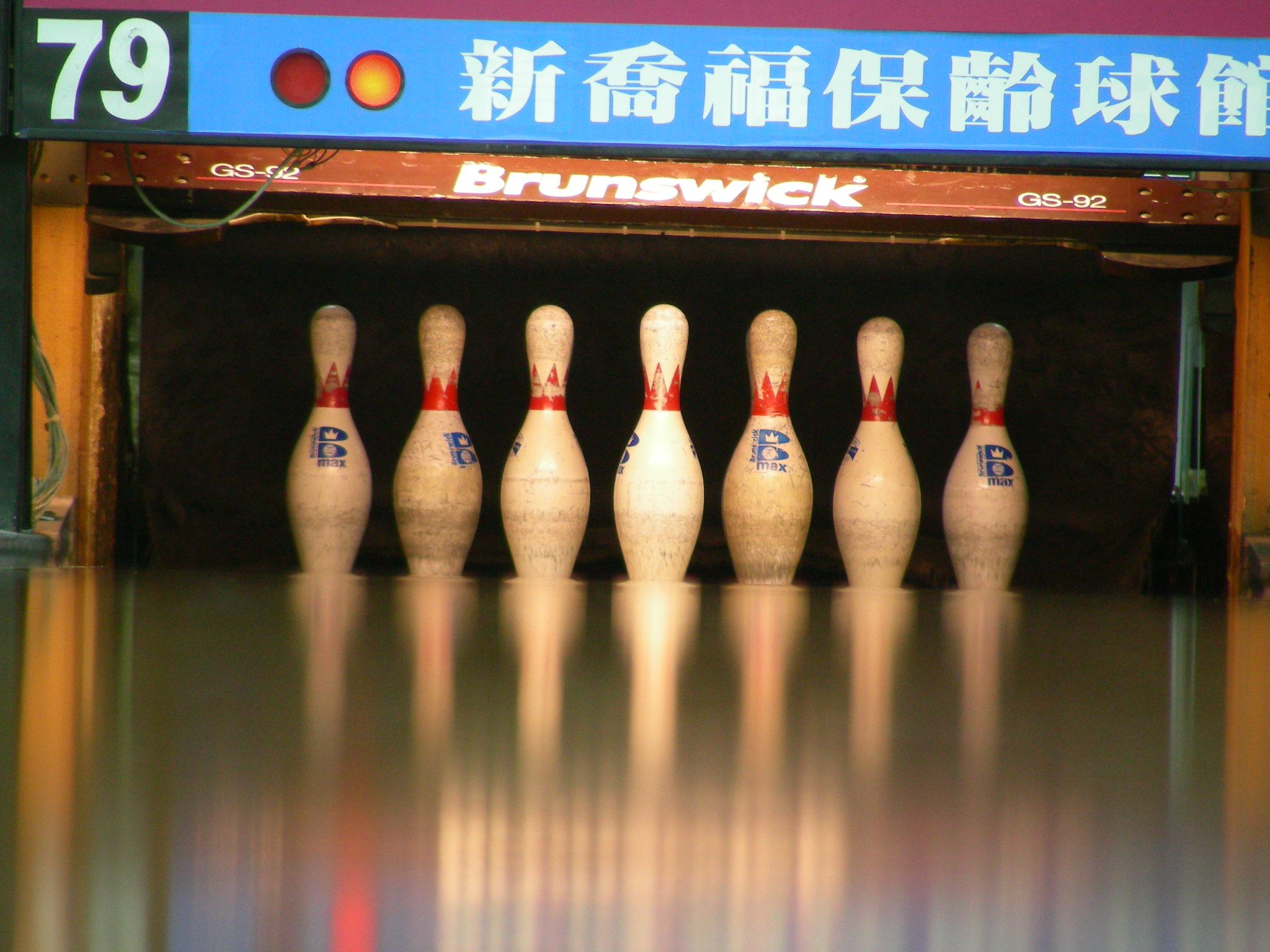
Bowling 10 ky

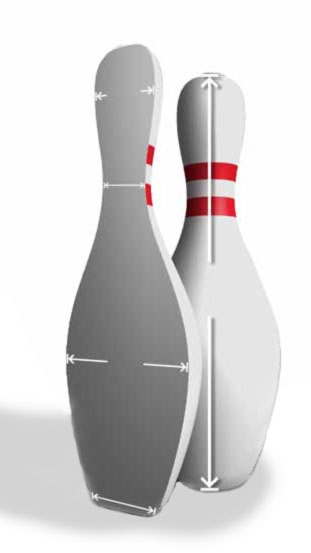
Kích thước con ky

Con ki (hay con ky, tiếng Anh: bowling pin) là mục tiêu để lăn bóng vào trong môn bowling. Có nhiều kiểu chơi khác nhau như bowling 10 ky, 5 ky, v.v.

## Miêu tả
Con ky tiêu chuẩn cao 15 inch (380 mm) và rộng 4,75 inch (121 mm) (đường kính ở chỗ phình to nhất). Nó nặng từ 3 lb 6 oz (1,5 kg) đến 3 lb 10 oz (1,6 kg), dựa trên quy định trọng lượng của một con ky bằng khoảng 24% trọng lượng của quả bóng bowling nặng nhất (16 lb 0 oz (7,3 kg)).